# Malé (Ouham-Pendé)
Pour les articles homonymes, voir Malé (homonymie).
Malé est une  commune rurale de la préfecture de Ouham-Pendé, en République centrafricaine. Elle s’étend au sud-ouest de la ville de Paoua.

## Géographie
La commune de Malé est située au centre de la préfecture de l’Ouham-Pendé. 
| Loura | Banh   |     |
| Pendé | Malé   | Mom |
|       | Kouazo |     |

## Villages
Les villages principaux sont : Bélé 3, Kangoutou et Bilkaré-Foulbé.
Située en zone rurale, la commune compte 28 villages recensés en 2003 : Balao, Bay, Bele 1, Bele 2, Bele 3, Bilakare 1, Bilakare 2, Bilakare-Foulbe, Boh, Dakawa, Djoussa, Djoutali 1, Djoutali 2, Kahon 1, Kahon 2, Kanda, Kangatou, Kone-Ngala, Kpalandaye, Leourou, Lepourou, Ngambala, Rawa, Raya, Tell, Toumi, Wanga, Yord.

## Éducation
La commune compte 4 écoles publiques : à Bélé, Balao, Kangatou, Bilakaré, Toumi et Boh.

## Santé
La commune située dans la région sanitaire n°3 dispose d’un poste de santé à Bilakiré.